# Robert Todd Carroll

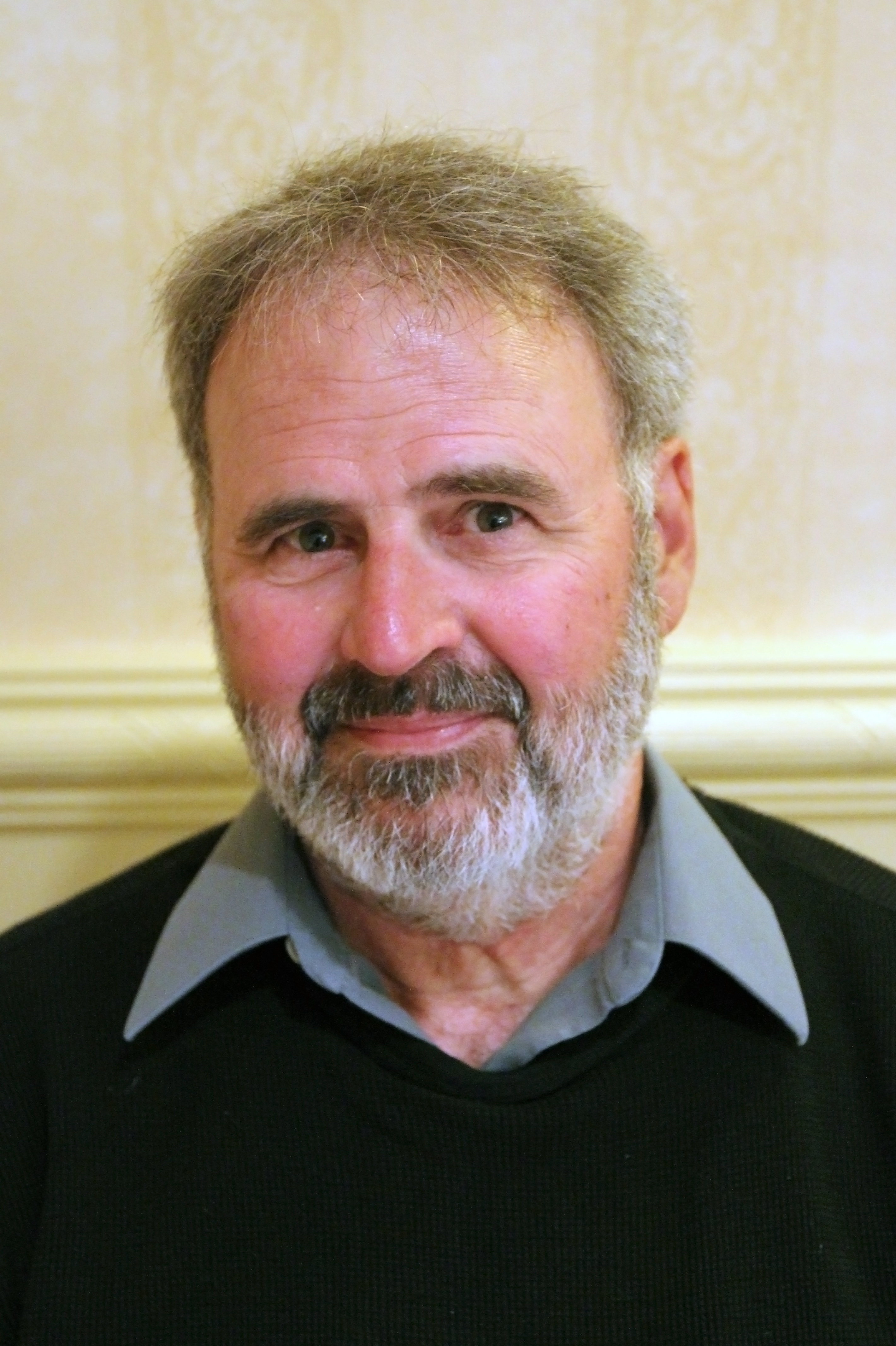
Bob Carroll at SkeptiCalCon 29 mai 2011

Dr. Robert Todd Carroll (n. 1945 - d. 25 august 2016) a fost un scriitor și un academician american.
A scris mai multe cărți și eseuri cu caracter critic la adresa religiei și prejudecăților, dar a devenit cunoscut prin publicarea online a Dicționarului scepticului în 1994.

## Publicații
- Becoming a Critical Thinker — A Guide for the New Millennium, 2nd ed., ISBN 0-536-85934-5.
- The Skeptic's Dictionary: A Collection of Strange Beliefs, Amusing Deceptions, and Dangerous Delusions, New York: John Wiley & Sons, 2003, ISBN 0-471-27242-6.
- The Common-sense Philosophy of Religion of Bishop Edward Stillingfleet 1635-1699, ISBN 90-247-1647-0. (1974 doctoral dissertation, under the direction of Richard Popkin, University of California at San Diego).